# San Luis del Cordero (Messico)
San Luis del Cordero è un comune del Messico, situato nello stato di Durango.